# عفران
عفران یک منطقهٔ مسکونی در الجزایر است که در ناحیه اوقروت واقع شده‌است. عفران ۲۹۰ متر بالاتر از سطح دریا واقع شده‌است.